# 巴巴多斯駐外機構列表

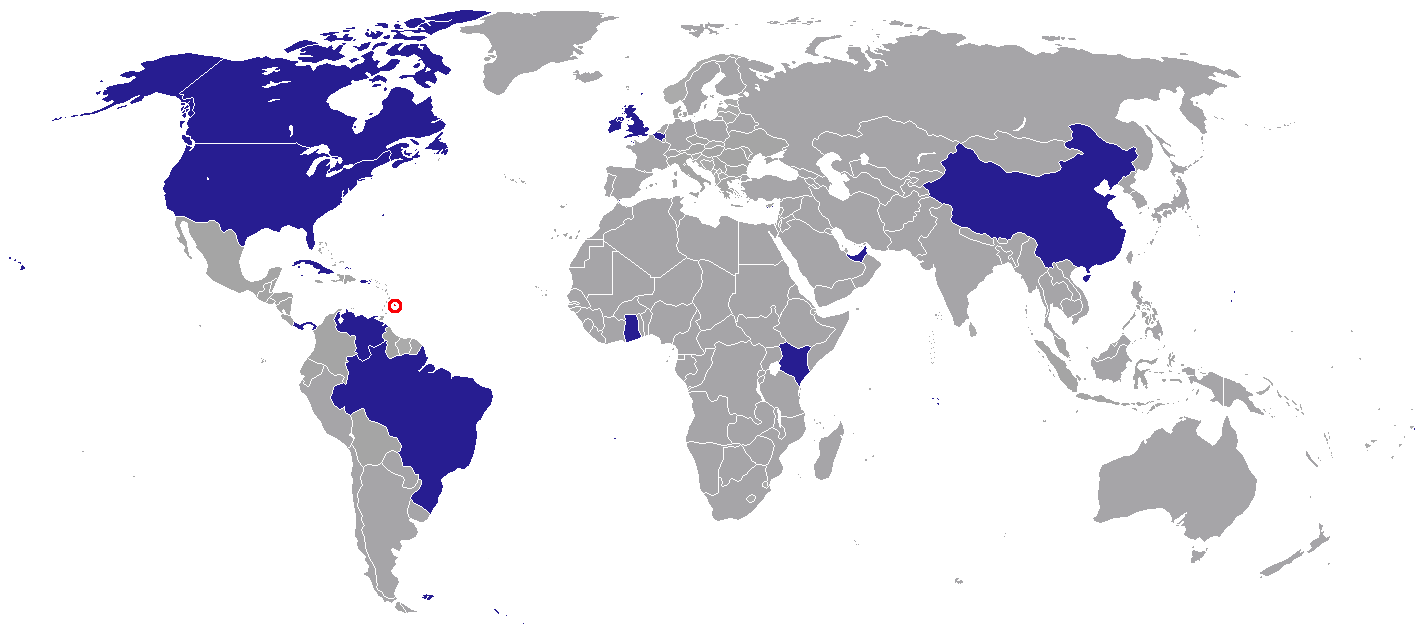
巴巴多斯駐外機構分佈圖

本列表列出巴巴多斯駐外機構

## 非洲
- - 阿克拉（高級專員公署）
- - 內羅畢（高級專員公署）

## 美洲
- 巴西
  - 巴西利亞（大使館）
- 加拿大
  - 渥太華（高級專員公署）
- 古巴
  - 哈瓦那（大使館）
- 巴拿马
  - 巴拿馬城（大使館）
- 美国
  - 華盛頓特區（大使館）
- 委內瑞拉
  - 加拉加斯（大使館）

## 亞洲
- 中华人民共和国
  - 北京（大使館）[1]
- 阿联酋
  - 阿布扎比（大使館）

## 歐洲
- 比利时
  - 布魯塞爾（大使館）
- 英国
  - 倫敦（高級專員公署）

## 國際組織
- 联合国
  - 紐約（常駐代表團）
  - 日內瓦（常駐代表團）